# Henrik Wivel
Henrik Wivel (født 20. juni 1954 i København) er en dansk forsker, forfatter og kritiker. Han har to ældre brødre, journalist og tidligere chefredaktør for Weekendavisen og Berlingske Tidende, Peter Wivel, samt kunsthistorikeren, Mikael Wivel. Hans onkel var direktør for Gyldendal Ole Wivel.

## Baggrund og karriere
Henrik Wivel arbejder som forsker, redaktør, kritiker, forfatter, foredragsholder samt konsulent og kurator inden for litteratur og kunsthistorie ved universiteter, forlag og museer.
- Mag.art. i nordisk litteratur fra Københavns Universitet (1984)
- Dr.phil. fra samme på en afhandling om Selma Lagerlöf (1991)
- Underviste ved Institut for Nordisk Filologi på Københavns Universitet i (1980-83) samt (1988-90). Censor ved de danske universiteter (1989-2018)
- Medarbejder ved filmmagasinet Levende Billeder (1984-96)
- Formand for Studenterkredsen, Vartov, København (1989-90)
- Medlem af Kirkeministeriets Salmebogskommission (1992-2003)
- Medlem af Det Humanistiske Fakultetsråd, Københavns Universitet (1993-2001)
- Medlem af komiteen til Nordisk Råds Litteraturpris (1994-2002)
- Medlem af juryen til Danske Banks Litteraturpris (2005-2007)
- Medlem af juryen til Bikubenfondens Museumspris (2006-2012)
- Kritiker ved Kristeligt Dagblad (1982-84, 2013-2023)
- Kulturredaktør samme sted (1984-88)
- Kritiker samt kulturredaktør ved Berlingske Tidende (1988-99)
- Dansk redaktør ved Nordisk Tidskrift for vetenskap, konst och industri (1989-)
- Kulturredaktør samt medlem af chefredaktionen ved Weekendavisen (2000-2012)
- I styregruppen for Golden Days of Copenhagen (2003-08)
- I styregruppen for Heretica-studier, Syddansk Universitet (2007-2010)[1]
- I bestyrelsen for Storm P.-Museet (2009-2012)
- I bestyrelsen for C.L. Davids Fond og Samling (2010-)
- I bestyrelsen for Robert Storm Petersens Museumsfond (2009-2025)
- I bestyrelsen for Det Letterstedske Selskab (2012-)
- I bestyrelsen for Dansk-Svensk Kulturfond (2008-2025)

## Filmografi
- Manus (sammen med Mette Winge) til filmen Rudolph Tegner – 2002

## Priser
- 1990 Mårbackapriset, Selma Lagerlöfs Medalj
- 1993 Dansk-Svensk Venskabs- og Kulturfonds Kulturpris
- 1995 Georg Brandes-Prisen
- 2013 Ny Carlsbergfondets Rejselegat
- 2016 Ridder af Nordstjernen af første grad
- 2017 Den Faglitterære Pris, Dansk Forfatterforening